# Glyphodes shafferorum
Espèce
Glyphodes shafferorum est une espèce de lépidoptères (papillons) de la famille des Crambidae qui peut se peut rencontrer en Afrique et dans les Iles de l'Océan Indien.

## Description
Glyphodes shafferorum a une envergure comprise entre 22 et 28 mm.
Ce papillon se nourrit de Ficus, y compris Ficus carica (Figuier), Ficus reflexa, Ficus rubra (Affouche rouge) et Ficus benghalensis.